# Steve’s Lava Chicken
«Steve’s Lava Chicken» — песня американского актёра, комика и музыканта Джека Блэка из саундтрека к фильму «Minecraft в кино» (2025). В фильме песня используется в качестве джингла для сцены, в которой персонаж Блэка, Стив, готовит курицу, выливая на неё лаву. Песня была написана Блэком совместно с режиссером фильма Джаредом Хессом, её длительность составляет 34 секунды. Песня побила несколько рекордов, в частности, в США и Великобритании, став самой короткой песней, попавшей в Billboard Hot 100 и в Топ-40 UK singles chart соответственно. Она также попала в чарты в других регионах.

## Предыстория и релиз
Песня «Steve’s Lava Chicken» используется в сцене из фильма «Minecraft в кино» (2025), где Стив — персонаж, которого в фильме изображает Блэк, — демонстрирует сделанное им устройство, которое готовит куриц в лаве. Песня, в свою очередь, посвящена этому. Сама песня длится около 34 секунд, и была написана Блэком в соавторстве с режиссером фильма Джаредом Хессом.
Саундтрек к фильму «Minecraft в кино» (2025), включающий песню «Steve’s Lava Chicken», был выпущен 28 марта 2025 года на лейбле WaterTower Music. 50-секундный клип из фильма с этой песней, названный WaterTower официальным клипом, был выпущен 9 апреля 2025 года. Мини-альбом Блэка «I…Am Steve», содержащий расширенную версию «Steve’s Lava Chicken» (1:15) наряду с другими бонусными песнями из саундтрека фильма, был выпущен 18 апреля 2025 года.

## Коммерческий успех
В Соединенных Штатах «Steve’s Lava Chicken» получила более 2,5 миллионов потоков в неделю выхода фильма, что на 1973 % больше, чем за неделю до выхода. Позднее песня дебютировала под номером 78 в Hot 100 за неделю от 3 мая 2025 года, побив рекорд самой короткой песни в истории чарта, превзойдя песню Kid Cudi «Beautiful Trip», длина которой составляет 37 секунд (песня была на № 100 26 декабря 2020 года). «Steve’s Lava Chicken» также вошёл в топ-10 в рок-чарте Hot Rock Songs (№ 10).
Песня появилась в чарте синглов Великобритании 18 апреля, достигнув в итоге 11 места в UK Singles Chart. Она побила рекорд самой короткой песни, когда-либо попадавшей в Топ-40 чарта. Предыдущим рекордсменом была «The Ladies’ Bras» (2007), песня британских музыкантов Джонни Транка и Дункана Уисби, которая длилась около 36 секунд. Она также стала самой успешной песней Блэка в чартах Великобритании, обогнав «Peaches» (№ 28), песню из саундтрека к фильму «Братья Супер Марио в кино» (2023).

## Чарты

### Еженедельные чарты
| Чарт (2025)                                  | Высшая позиция |
| -------------------------------------------- | -------------- |
| Австралия (ARIA)                             | 71             |
| Австралия (New Music Singles, ARIA)          | 20             |
| Канада (Billboard Canadian Hot 100)          | 64             |
| Мир (Billboard Global 200)                   | 97             |
| Ирландия (IRMA)                              | 19             |
| Новая Зеландия (RMNZ)                        | 28             |
| Новая Зеландия (Hot 40 Singles, RMNZ)        | 4              |
| Норвегия (VG-lista)                          | 75             |
| Швеция (Sverigetopplistan)                   | 69             |
| Великобритания (OCC UK Singles)              | 9              |
| Великобритания (OCC UK Indie)                | 2              |
| США (Billboard Hot 100)                      | 78             |
| США (Billboard Bubbling Under Hot 100)       | 13             |
| США (Billboard Hot Rock & Alternative Songs) | 12             |
| США (Top Movie Songs Chart, Billboard)       | 1              |